# Trần Thúc Nhẫn
Trần Thúc Nhẫn (?  -1883), trước có tên là Trần Thúc Bình (theo Lô Giang Tiểu sử của Thượng Thư Nguyễn Văn Mại- cháu gọi Trần Thúc Nhẫn bằng cậu trong họ), sau được vua Tự Đức ban tên là Thúc Nhẫn, tự Hy Nhân; là quan triều Nguyễn trong lịch sử Việt Nam. Dưới thời Tự Đức, ông cùng hai người anh là Tổng đốc Trần Bá Soạn và Tham tri Trần Trọng Nhượng làm quan đồng triều, có tiếng hòa thuận, nhường nhịn và đùm bọc nhau. Sẳn lúc ông có công trạng, triều đình phong tước lộc to hơn hai người anh, ông không chịu hàm ân bởi cho rằng mình là em út trong nhà không thể ngồi trên các anh được. Triều đình lấy làm khó xử tâu lên Vua Anh Miếu (Tự Đức), vua cảm kích nghĩa khí mà phong thưởng luôn cho ba anh em và ban cho tên Thúc Nhẫn để ghi lại tấm lòng và nghĩa cử của ông vậy.

## Tiểu sử
Ông là người làng Niêm Phò, xã Quảng Thọ, huyện Quảng Điền (nay thuộc tỉnh Thừa Thiên Huế). Năm Đinh Mão (1867), ông thi đổ cử nhân dưới triều Tự Đức. Trong thời gian chờ được tuyển dụng, ông mở trường dạy học tại làng; sau được bổ quan, lần lượt trải đến chức Tham tri bộ Lễ.
Tháng 7 (âm lịch) năm Quý Mùi (tháng 8 năm 1883), tàu chiến Pháp tiến vào cửa Thuận An, huy hiếp kinh thành Huế. Lập tức, vua Hiệp Hòa sai Chưởng vệ Nguyễn Văn Sĩ đem cờ lệnh đi giao việc chống ngăn cho tướng Tôn Thất Thuyết, đồng thời cử Trần Thúc Nhẫn làm trưởng đoàn đi thương thuyết với quân Pháp .
Việc thương thuyết không thành, Hải quân thiếu tướng Courbert cùng với Toàn quyền Harmand đem tàu chiến vào đánh cửa Thuận An, từ ngày 15 đến ngày 18 tháng 8 (dương lịch) năm 1883, thì Trấn Hải Thành vỡ. Theo Việt Nam sử lược thì ngay hôm ấy Trần Thúc Nhẫn và Lâm Hoành đã gieo mình xuống sông tự tử .
Cảm phục lòng quả cảm của Trần Thúc Nhẫn, triều đình nhà Nguyễn đã ban tặng ông câu đối:
Như hà mạc như chi hà, ngọc thạch can qua thu bội. Hữu hạnh diệc hữu bất hạnh, ba đào ninh bậc cô chầu
Dịch nghĩa:
Thời thế biết làm sao, ngọc đã cũng tan khói lửa. May rủi thôi đành vậy, thuyền nan phó mặc ba đào.
Hiện nay, tại thành phố Huế có con đường mang tên Trần Thúc Nhẫn.

## Mộ Trần Thúc Nhẫn

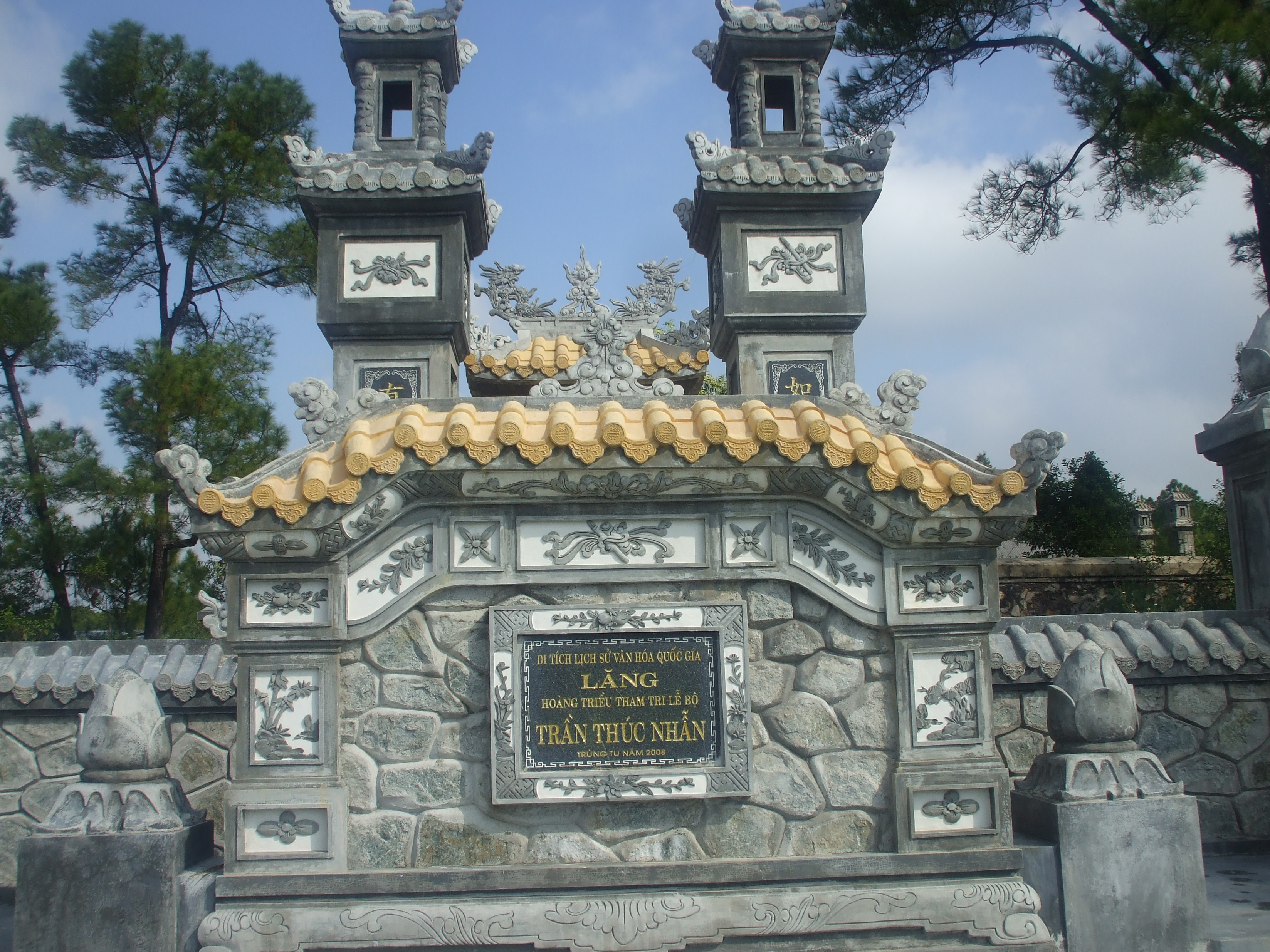
Mộ Trần Thúc Nhẫn ở cạnh chùa Từ Hiếu, Huế.

Trần Thúc Nhẫn được an táng tại làng Hiền Sĩ, xã Phong Sơn, huyện Phong Điền, tỉnh Thừa Thiên Huế. Mộ ông ban đầu chỉ đắp bằng đất, rất đơn giản. Năm 1940, ông được con cháu cải táng về nghĩa trang Cô Dí của làng, thuộc xã Quảng Thọ, huyện Quảng Điền, cùng tỉnh. Đầu năm 1986, chính quyền xã Quảng Thọ ra quyết định di dời tất cả mồ mã ở nghĩa trang Cô Dí để xây trường học. Vì vậy, ngày 3 tháng 3 năm 1986, cháu chắt ông đã phải cải táng ông và vợ ông sang đồi "Tùng Thiện" (cạnh chùa Từ Hiếu; nay thuộc phường Thủy Xuân, thành phố Huế) cho đến nay.
Mộ Trần Thúc Nhẫn và mộ vợ ông nằm song song với nhau, xung quanh được bao bọc bằng la thành. Khu mộ rộng 7,3m; dài 6m, được xây dựng theo kiểu hình chữ nhật, đơn giản nhưng thanh thoát. Vật liệu xây dựng chủ yếu là đá chẻ và xi măng. Tháng 10 năm 1994, khu mộ Trần Thúc Nhẫn được công nhận là di tích cấp quốc gia theo Quyết định số 2754-QĐ/BT ký ngày 15 tháng 10 năm 1994 .